# Mettenheim (Bayern)
Mettenheim er en kommune i Landkreis Mühldorf am Inn i den østlige del af regierungsbezirk Oberbayern i den tyske delstat Bayern.

## Geografi
Mettenheim ligger i Region Südostoberbayern.
Ud over Mettenheim, ligger i kommunen landsbyerne Gumattenkirchen og Lochheim.